# Șpîrnî, Velîka Bahacika
Șpîrnî (în ucraineană Шпирни) este un sat în comuna Kornienkî din raionul Velîka Bahacika, regiunea Poltava, Ucraina.

## Demografie
Componența lingvistică a localității Șpîrnî
     Ucraineană (100%)
Conform recensământului din 2001, toată populația localității Șpîrnî era vorbitoare de ucraineană (100%).